# Tombe 4 d'Amarna
La tombe 4 d'Amarna est celle de Méryrê (grand prêtre d'Aton). Elle fait partie d'un groupe de tombes situées près d'Amarna, en Haute-Égypte. Placées à flanc de montagne, les sépultures sont divisées en groupements nord et sud ; les tombes du Nord sont situées dans les coteaux et celles du sud dans les plaines. La tombe 4 d'Amarna, identifiée comme la tombe de Méryrê, est située dans le groupe nord. C'est le plus grand et le plus élaboré des tombeaux de nobles d'Amarna. Comme la majorité de ces tombes, elle n'a jamais été achevée. Les tombes taillées dans la roche d'Amarna ont été construites spécifiquement pour les fonctionnaires du roi Akhenaton. Norman de Garis Davies a initialement publié les détails de la tombe en 1903 dans l'ouvrage Rock Tombs of El Amarna, Part I – The Tomb of Meryra. Le tombeau remonte à la XVIIIe dynastie.

## Disposition de la tombe
La tombe a été retrouvée en relativement bon état par rapport aux autres tombes d'Amarna. Après la mort d'Akhenaton, les représentations de son règne et de sa religion ont été détruites parce qu'elles étaient considérées comme hérétiques. Dans la tombe de Méryrê, les traits d'Akhenaton et de Néfertiti ont été systématiquement effacés. La profanation est limitée à ces individus, et les noms et figures des princesses restent intacts. Le tombeau se compose de quatre sections : l'antichambre, la salle des colonnes, une seconde salle et le sanctuaire. L'entrée de la tombe était à l'origine décorée d'inscriptions dédiées à la famille royale d'Amarna et au dieu Aton. Ces décorations ont soit été détruites, soit sont cachées par les portes modernes protégeant l'entrée de la tombe. L'antichambre elle-même montre Méryrê offrant des prières à Akhenaton, aux cartouches du roi, Néfertiti et Aton. Les jambages des portes sont inscrits avec des prières funéraires pour Akhenaton et Aton. L'entrée, de l'antichambre à la salle extérieure, est décorée du court hymne à Aton et montre la femme de Méryrê, Tenrê, faisant des offrandes au disque solaire.

## Décorations de la tombe
Les reliefs sculptés de la tombe de Méryrê ont été réalisés dans un nouveau style artistique institué sous Akhenaton. La technique de modelage en plâtre utilisée consistait à découper d'abord les images directement dans la pierre, puis à les recouvrir d'une couche de plâtre, qui était finalement recouverte de peinture. Comme le style, le sujet des scènes était également unique. Traditionnellement, les tombes du Nouvel Empire contenaient des décorations dédiées au propriétaire de la tombe, telles que des représentations de membres de la famille et d'ancêtres, ou des scènes sur la carrière, l'amusement ou la vie domestique du propriétaire. Cette tradition n'a pas été réalisée dans la tombe de Méryrê, ni dans les autres tombes d'Amarna, qui se sont plutôt concentrées presque exclusivement sur Akhenaton et le culte d'Aton. Davies reconnaît que les tombes d'Amarna étaient souvent difficiles à identifier car peu d'accent était mis sur le propriétaire. Cela contraste fortement avec la tradition dominante des tombes du Nouvel Empire dans lesquelles les cartouches et les images du roi au pouvoir étaient des aspects marginaux de la tombe, parfois même non identifiés.
Les reliefs du tombeau de Méryrê sont résolument centrés aux louanges d'Akhenaton, et Méryrê lui-même n'apparaît que marginalement, parfois impossible à distinguer des autres figures mineures sculptées dans le relief. Malgré cela, Méryrê maintient une présence contextuelle constante dans les scènes, même si elle n'est pas explicitement représentée. Dans la scène que Davies intitule « Une visite royale au temple », Akhenaton et Néfertiti sont représentés en train de rendre visite à Méryrê au temple. Il n'est pas certain que Méryrê soit inclus dans cette image et la description de la scène a été détruite. Davies spécule que la scène montre, soit Akhenaton en route vers le temple pour nommer Méryrê comme grand prêtre d'Aton, soit c'est simplement un exemple de Méryrê honoré de la présence du roi et de la reine au temple et exerçant son office pour eux. L'une ou l'autre des situations sert à promouvoir le rôle et l'importance de Méryrê, même si la scène semble être immédiatement centrée sur Akhenaton. Comme l'art n'était pas axé sur Méryrê, le maintien d'une forte importance contextuelle a permis à Méryrê d'être toujours honoré et loué.
Dans la scène immédiatement précédente, Akhenaton déclare officiellement Méryrê comme grand prêtre d'Aton. En dépit d'être le grand prêtre d'Aton, il n'a pas un accès direct à Aton, qui est une exclusivité d'Akhenaton. Dans le texte de ce relief, Akhenaton s'adresse à Méryrê en ces termes : « Voici, je vous attache à moi, pour être le plus grand des voyants d'Aton, dans la maison d'Aton, à Ahket-aton ». Dans cette déclaration, la dépendance à Akhenaton dans l'atonisme est mentionnée dans un sens physique, car Akhenaton s'engage à « attacher » Méryrê à lui. Ceci est similaire au contact que la famille royale a avec Aton, qui est muni de mains ou d'ânkhs s'étendant de ses rayons. L'un des buts des ânkhs est de remplir littéralement le destinataire par les orifices corporels de la vie et de la prospérité d'Aton.
Une variété de textes ont été trouvés dans la tombe, y compris des prières à réciter par les visiteurs de la tombe, ainsi que des textes religieux, tels que l'Hymne à Aton. Le Grand Hymne à Aton, traditionnellement attribué à Akhenaton lui-même, célèbre Aton en tant que créateur universel de toute vie. Bien que semblable aux hymnes à Amon, l'Hymne à l'Aton reflète l'originalité de la perception simple d'Akhenaton de sa religion solaire.

## Voir également
- Tombeaux des nobles de Tell el-Amarna